# Myza sarasinorum
Papa-mel-grande-de-celebes ou papa-mel-de-orelha-clara (Myza sarasinorum) é uma espécie de ave da família Meliphagidae.
É endémica da Indonésia.
Os seus habitats naturais são: regiões subtropicais ou tropicais húmidas de alta altitude.